# 田村新蔵 (2代目)
田村 新蔵（たむら しんぞう、前名・章四郎、1892年〈明治25年〉11月13日 - ?）は、日本の政治家、資産家、実業家、埼玉県多額納税者。粕壁町会議員（立憲政友会）。東武商事代表取締役。粕壁町学務委員。粕壁町体育会会長。

## 経歴
埼玉県南埼玉郡粕壁町（現・春日部市）出身。先代・田村新蔵の四男。1910年、粕壁中学校（現・春日部高等学校）を卒業。1914年、早稲田大学大学部商科を卒業。同年麻布入隊、従七位陸軍二等主計。
粕壁銀行専務取締役、同行取締役を務め、一切の行務を統宰する。1936年、父・退隠の後を承け家督を相続し、前名・章四郎を改め襲名した。
農業並びに洋紙、砂糖、小麦粉販売業を営む傍ら、東武商事代表取締役および公職を務めた。また、粕壁町軍人分会長であった。

## 人物
趣味は金春流謡曲、乗馬。宗教は真言宗。住所は埼玉県春日部市粕壁東。

## 家族・親族

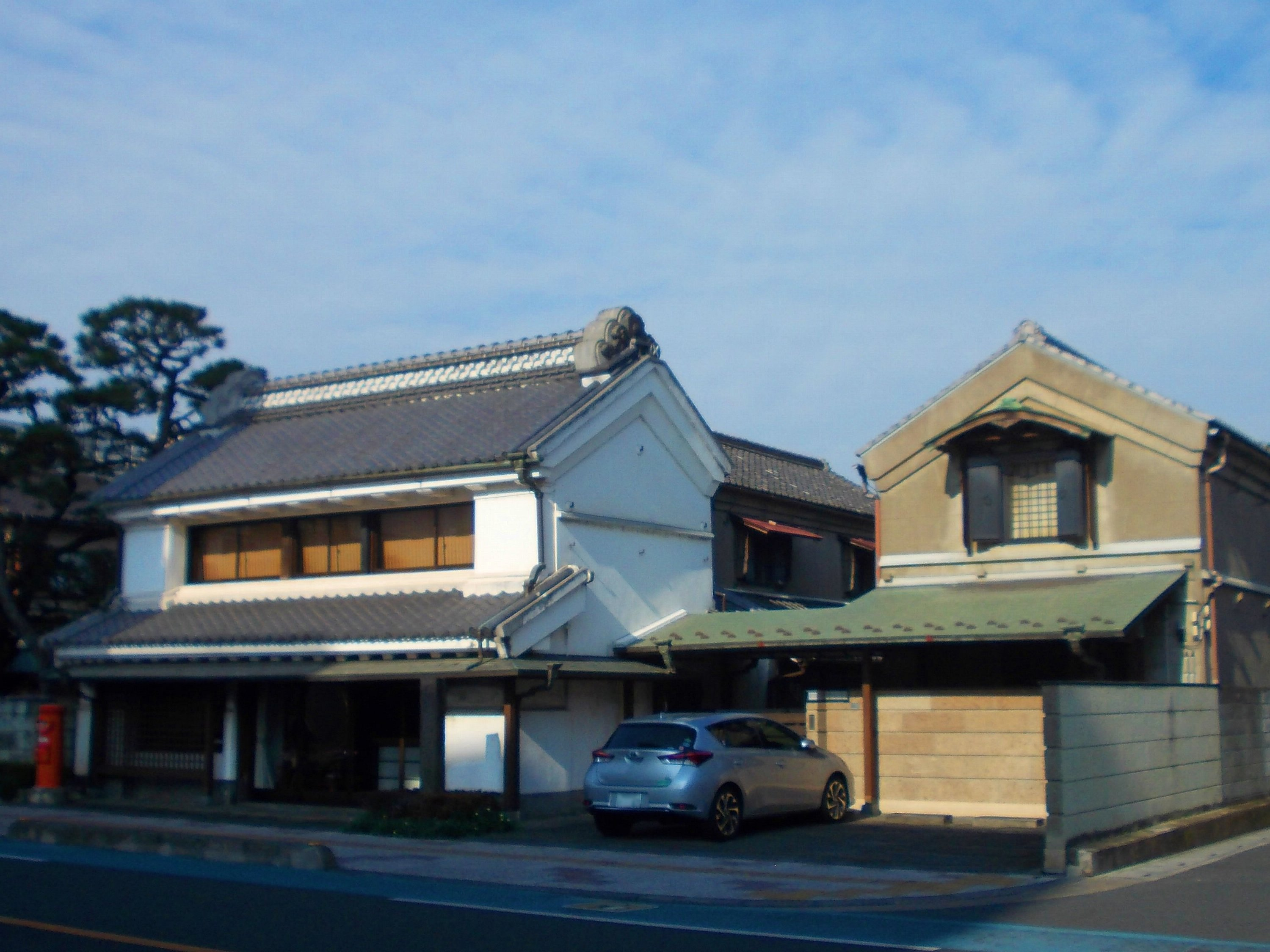
田村家
- 父・孝徳（1858年 - ?、先代・新蔵[3][10]、埼玉県多額納税者、資産家、大地主、農業、東屋、水油、洋紙、砂糖、小麦粉販売業）
- 兄・竹三郎（1890年 - ?）[2][3]
- 弟・恒蔵（1894年 - ?）[2][3]
- 姉・よし（1888年 - ?、栃木、吉澤兵佐の妻）[2][3]
- 妹
  - けん[3]あるいはげん[10]（1896年 - ?、東京、瀬田醻一の妻）
  - さだ子（1900年 - ?、栃木、上野松次郎の三男・三郎の妻）[3]
- 妻・シゲ（1898年 - ?、栃木、上野松次郎の長女）[2][3]
- 娘[3]

親戚
- 五代上野松次郎（栃木県多額納税者、衆議院議員、上野松次郎商店代表取締役）
- 六代上野松次郎（栃木県多額納税者、貴族院議員、上野松次郎商店代表取締役）
- 瀬田醻一（東京府多額納税者、東京市会議員、板橋区会議員、地家主、鍋屋、金融業）